# Only Connect
Only Connect – brytyjski teleturniej telewizji BBC nadawany od 2008 roku. Gra polega na znajdowaniu związków między – na pierwszy rzut oka losowymi – hasłami. Gospodynią programu jest Victoria Coren Mitchell.
Tytuł programu zaczerpnięto z powieści Howards End E. M. Forstera.
Na poświęconej brytyjskim teleturniejom witrynie UKGameshows.com co roku odbywa się głosowanie użytkowników na najlepsze i najgorsze pozycje roku (a także debiuty roku). Choć „Only Connect” nie zwyciężyło w 2008 roku w plebiscycie na najciekawszą nowość, to już wtedy znalazło się w Złotej Piątce, czyli na liście pięciu najlepszych teleturniejów emitowanych w danym roku. W latach 2008–2011 „Only Connect” zajmowało pozycję lidera, następnie ustąpiło na pięć lat (tylko) teleturniejowi „Pointless” (w Polsce jako „Tylko Ty!”), a w 2017 także teleturniejowi „The Chase”; natomiast w 2018 i 2019 ponownie znalazło się na pierwszym miejscu.

## Format
Gra celowo nie należy do najprostszych, a uczestnicy, jak i sam program określany jest jako „kujoński”. Nazwy drużyn powstają od cech wspólnych graczy, np. pochodzą od ich nazwisk bądź odnoszą się do zainteresowań, czasem specjalistycznych, np. LARP-owcy, Frankofile. Pytania w teleturnieju mogą dotyczyć dowolnego tematu: od pomocników prezydentów USA, przez językoznawstwo, geografię świata, aż po popkulturę. Zagadki mogą również bazować na grze słów, bądź ukrytej arytmetyce. Zawodnicy na początku nie wiedzą, z jakiego typu zagadką mają do czynienia.
Komentarze prowadzącej bywają ironiczne, często w inteligentny sposób żartuje z samej siebie, zawodników, widzów, ekipy realizacyjnej, celebrytów albo innych programów telewizyjnych. 
Do reprezentacji zagadek w pierwszych trzech seriach służyło sześć stylizowanych pierwszych liter greckiego alfabetu: alfa, beta, gamma, delta, epsilon i dzeta. Od czwartej serii obowiązują wybrane staroegipskie hieroglify (dwie kwitnące trzciny, lew leżący, lniany skręcony knot, żmija rogata, trzy fale, Oko Horusa). Powodem zmiany miała być opinia widzów o pretensjonalności greckich liter.
| M17 | M17 |

| M17 | M17 |

| E23 |

| E23 |

| V28 |

| V28 |

| I9 |

| I9 |

| N35A |

| N35A |

| D10 |

| D10 |

## Zasady gry
W każdym odcinku udział biorą dwie trzyosobowe drużyny. Gra podzielona jest na cztery rundy. Zwycięzcy odcinków awansują do kolejnych etapów rozgrywek, przegrani albo odpadają, albo mierzą się ze sobą w meczu o pozostanie w grze. System eliminacji różni się w zależności od serii. W programie nie ma nagród pieniężnych, jedynie zwycięzcy serii otrzymują pamiątkowe trofeum.

### Runda 1.: Związki

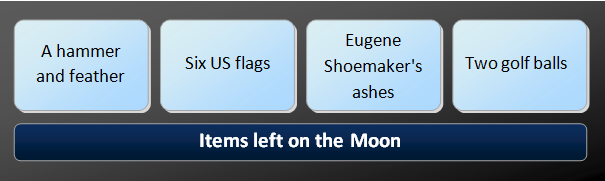
Młotek i piórko, sześć amerykańskich flag, prochy Eugene’a Shoemakera i dwie piłki golfowe łączy fakt, że pozostały na Księżycu

Drużyny odgadują na przemian, a kolejne zagadki wybierają spośród sześciu. W ciągu czterdziestu sekund muszą odgadnąć związek między czterema hasłami (najczęściej są to napisy, zazwyczaj raz w rundzie pojawiają się pytania obrazkowe i pytania muzyczne). Na początku pojawia się jedna podpowiedź, wtedy do zdobycia jest pięć punktów. Drużyna może zdecydować się na odsłonięcie drugiego pola i grę o trzy punkty. Po odsłonięciu trzeciego pola można zdobyć dwa punkty, po odkryciu wszystkich czterech pól – jeden punkt. Do odpowiedzi drużyna zgłasza się poprzez naciśnięcie przycisku (musi to nastąpić przed upływem czterdziestu sekund); jeśli ich odpowiedź będzie prawidłowa, to otrzymają odpowiednią liczbę punktów, jeśli ich odpowiedź będzie błędna, to szansę otrzymują przeciwnicy (zobaczą wszystkie podpowiedzi i zagrają o jeden punkt).

### Runda 2.: Ciągi

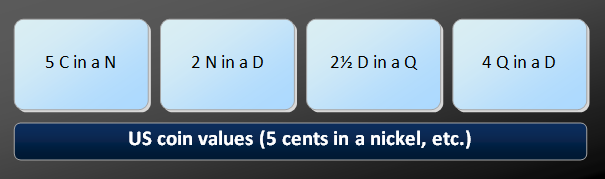
„5 cents in a nickel, 2 nickels in a dime, 2,5 dimes in a quater, 4 quaters in a dollar” – tak Amerykanin opisywałby wartości monet

Zasady zgłaszania się do odpowiedzi pozostają takie same, jak w rundzie pierwszej. Wciąż obowiązuje limit czterdziestu sekund.
Każdy zestaw wskazówek tworzy czteroelementowy ciąg, a zadaniem zawodników tym razem nie jest podać relację między nimi, lecz wskazać czwarty element ciągu na podstawie maksymalnie trzech – za podanie prawidłowej odpowiedzi po pierwszej poszlace można wzbogacić się o pięć punktów, po drugiej podpowiedzi o trzy punkty, a po trzeciej – o dwa punkty. Jeśli drużyna nie zdąży zgłosić się do odpowiedzi lub poda błędną, to szansę otrzymują rywale (zobaczą trzy elementy ciągu i zagrają o jeden punkt). Również i w tej rundzie wskazówkami mogą być obrazki, pytania muzyczne pojawiają się z rzadka (pierwsza dopiero w jednym z ćwierćfinałów dziesiątej edycji).

### Runda 3.: Ściana połączeń

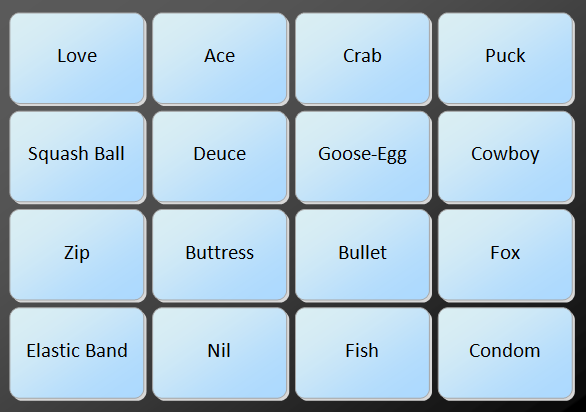
16 kafelków do połączenia w 4 grupy

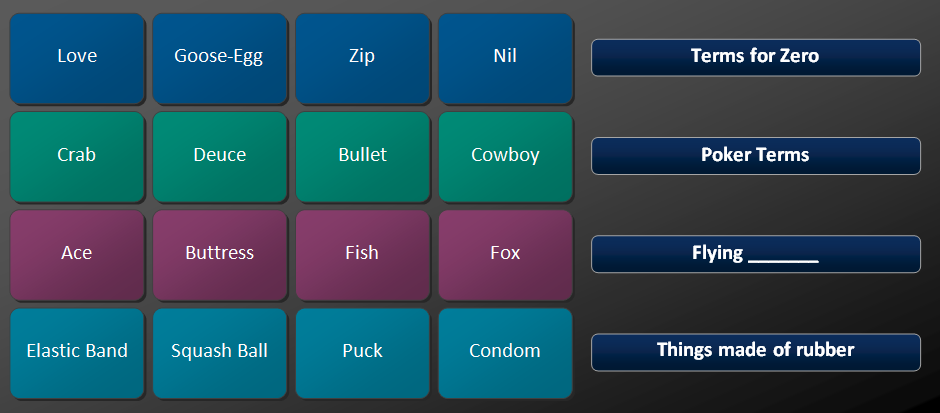
Właściwe połączenie z wyjaśnieniem. Na przykład trzeci rząd tworzy wyrażenia „flying ace” (as lotnictwa) itd.

Do każdego odcinka przygotowane są dwie ściany, po jednej dla każdej z drużyn. Przeciwnicy w tej rundzie nie mogą przejmować zagadek.
Każdą ścianę buduje szesnaście cegiełek, które można podzielić na cztery grupy haseł, które coś ze sobą łączy. Podpowiedzi są układane tak, aby zawierały fałszywe tropy, sugerujące połączenie, które nie jest właściwe (z uwagi na inne hasła). Za każdą odnalezioną w ciągu dwóch i pół minuty czteroelementową grupę zawodnicy otrzymują jeden punkt. Mogą próbować dowolną liczbę razy, aż do momentu, gdy zostanie osiem haseł (dwie grupy), wtedy liczbę szans ogranicza się do trzech. Po upływie czasu uczestnicy zobaczą ewentualne nieznalezione grupy. Gdy zagadki są już posegregowane, zadaniem drużyny jest wskazanie związków między hasłami w każdej grupie. Za każdy poprawny związek otrzymują jeden punkt. Jeśli drużyna wykona całe zadanie, to otrzyma bonusowe dwa punkty (razem dziesięć zamiast ośmiu). 

### Runda 4.: Brakujące samogłoski

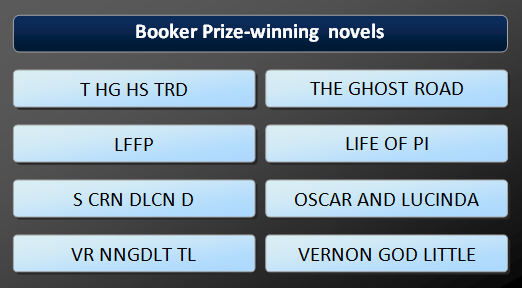
Przykłady zagadek i odpowiedzi ostatniej rundy

Na belce pojawiają się zagadki słowne skierowane do obu drużyn. Chęć odpowiedzi wyraża się wciśnięciem przycisku. Na początku prowadząca czyta kategorię czterech kolejnych zagadek. Każda zagadka to wyrażenia, tytuły itp., z których zabrano samogłoski i poprzestawiano spacje. Na przykład w kategorii „Wiedza z Internetu” mogła by się znaleźć zagadka: „WK PDWL NNCKLPD”. Zadaniem graczy jest odgadnięcie danego hasła (np. tu: „Wikipedia, wolna encyklopedia”). Poprawna odpowiedź przynosi jeden punkt, błędna zabiera jeden punkt i daje szansę rywalom. Długość rundy nie jest stała – waha się od półtorej minuty do trzech minut.
Drużyna z większą liczbą punktów na koncie po tej rundzie zwycięża. 
W przypadku remisu kapitanowie otrzymują dodatkowe pytanie (na zasadzie „nagłej śmierci” – zgłoszenie się i podanie poprawnej odpowiedzi oznacza wygraną, ale zgłoszenie się i podanie błędnej odpowiedzi oznacza przegraną). Zagadki te nie są przypisane do konkretnych kategorii, ale są często autotematyczne (np. jedną z rozstrzygających odpowiedzi było „zwycięzcy pozostają [w grze]”).

### Schemat eliminacji systemem dwukrotnej przegranej
Na przykładzie serii 15.
Etap I
- Odcinki 1–8: pierwsze pojedynki 16 drużyn; w związku z ewentualnymi dogrywkami zawsze jedna drużyna wygra, a druga przegra.

Etap II
- Odcinki 9–12: pojedynki drużyn, które przegrały w pierwszym etapie; ich przegrani żegnają się z programem, zwycięzcy zaś wezmą później udział w dodatkowej kolejce.
- Odcinki 13–16: pojedynki drużyn, które wygrały w pierwszym etapie; teraz zwycięstwo (ogółem drugie) przynosi awans do ćwierćfinału, natomiast przegrana (ogółem pierwsza) powoduje udział w dodatkowej kolejce.

W tym momencie gry cztery drużyny są pewne udziału w ćwierćfinale (zwyciężyły bowiem dwukrotnie), ale osiem drużyn raz zwyciężyło i raz przegrało – te właśnie mierzą się ze sobą w dodatkowym etapie.
Ostatnia kolejka ratunkowa
- Odcinki 17–20: pojedynki ośmiu niepewnych udziału w ćwierćfinale grup; wygranie pojedynku przenosi do ćwierćfinału, jego przegranie – eliminuje z gry.

Ćwierćfinały
- Odcinki 21–24: zmagania ośmiu zespołów, które w dwóch lub trzech grach osiągnęły dwa zwycięstwa; niepowodzenie skutkuje zakończeniem udziału w programie, sukces – awans do półfinału.

Półfinały
- Odcinki 25–26: z czterech drużyn wyłonionych w ćwierćfinałach dwie przechodzą do finału, dwie tracą szansę na zwycięstwo.

Mecz o 3. miejsce
- Odcinek 27: pojedynek przegranych z półfinału, brak skutków.

Finał
- Odcinek 28: pojedynek wygranych z półfinałów, decyduje o zwycięzcach edycji.

Analogicznie proces eliminacji odbywa się bez gry o 3. miejsce, a także w edycjach, w których startuje 8 drużyn.

## Spis serii
W obrębie niniejszego artykułu przyjęto, że „edycję” tworzą rozgrywki związane kolejnymi etapami turnieju zakończonego finałem, „serię” zaś wszystkie odcinki, także specjalne, o ile twórcy programu bądź nadawca przedstawiają dany odcinek jako część pewnej serii.

### Spis edycji
Liczby odcinków oraz daty emisji na podstawie przewodnika po odcinkach BBC: .
| Edycja | Odcinki | Premiera             | Finał            | Stacja   | Średnia oglądalność | Liczba drużyn | Sposób eliminacji                                                |
| ------ | ------- | -------------------- | ---------------- | -------- | ------------------- | ------------- | ---------------------------------------------------------------- |
| 1.     | 15      | 15 września 2008     | 22 grudnia 2008  | BBC Four | bd.                 | 16 drużyn     | system pucharowy                                                 |
| 2.     | 8       | 13 lipca 2009        | 31 sierpnia 2009 | BBC Four | bd.                 | 8 drużyn      | system pucharowy z meczem o 3. miejsce                           |
| 3.     | 15      | 4 stycznia 2010      | 12 kwietnia 2010 | BBC Four | 0,40 mln            | 16 drużyn     | system pucharowy                                                 |
| 4.     | 16      | 6 września 2010      | 27 grudnia 2010  | BBC Four | 0,57 mln            | 16 drużyn     | system pucharowy z meczem o 3. miejsce                           |
| 5.     | 16      | 15 sierpnia 2011     | 5 grudnia 2011   | BBC Four | 0,70 mln            | 16 drużyn     | system pucharowy z meczem o 3. miejsce                           |
| 6.     | 16      | 27 sierpnia 2012     | 17 grudnia 2012  | BBC Four | 0,95 mln            | 16 drużyn     | system pucharowy z meczem o 3. miejsce                           |
| 7.     | 13      | 13 maja 2013         | 5 sierpnia 2013  | BBC Four | 0,86 mln            | 8 drużyn      | zmodyfikowany system dwukrotnej przegranej                       |
| 8.     | 13      | 23 września 2013     | 23 grudnia 2013  | BBC Four | 0,92 mln            | 8 drużyn      | zmodyfikowany system dwukrotnej przegranej                       |
| 9.     | 13      | 14 kwietnia 2014     | 7 lipca 2014     | BBC Four | 0,77 mln            | 8 drużyn      | zmodyfikowany system dwukrotnej przegranej                       |
| 10.    | 27      | 1 września 2014      | 30 marca 2015    | BBC Two  | 2,36 mln            | 16 drużyn     | zmodyfikowany system dwukrotnej przegranej                       |
| 11.    | 27      | 13 lipca 2015        | 18 stycznia 2016 | BBC Two  | 2,33 mln            | 16 drużyn     | zmodyfikowany system dwukrotnej przegranej                       |
| 12.    | 37      | 11 lipca 2016        | 7 kwietnia 2017  | BBC Two  | 2,57 mln            | 24 drużyny    | system bazujący na teleturnieju University Challenge             |
| 13.    | 37      | 28 lipca 2017        | 30 kwietnia 2018 | BBC Two  | 2,00 mln            | 24 drużyny    | system bazujący na teleturnieju University Challenge             |
| 14.    | 28      | 22 października 2018 | 29 kwietnia 2019 | BBC Two  | 1,98 mln            | 16 drużyn     | zmodyfikowany system dwukrotnej przegranej z meczem o 3. miejsce |
| 15.    | 28      | 2 września 2019      | 30 marca 2020    | BBC Two  | bd.                 | 16 drużyn     | zmodyfikowany system dwukrotnej przegranej z meczem o 3. miejsce |
| 16.    | 28      | 21 września 2020     | 29 marca 2021    | BBC Two  | bd.                 | 16 drużyn     | zmodyfikowany system dwukrotnej przegranej z meczem o 3. miejsce |
| 17.    | 28      | 12 lipca 2021        | 24 stycznia 2022 | BBC Two  | bd.                 | 16 drużyn     | zmodyfikowany system dwukrotnej przegranej z meczem o 3. miejsce |
| 18.    | 28      | 29 sierpnia 2022     | 13 marca 2023    | BBC Two  | bd.                 | 16 drużyn     | zmodyfikowany system dwukrotnej przegranej z meczem o 3. miejsce |
| 19.    | 28      | 17 lipca 2023        | 29 stycznia 2024 | BBC Two  | bd.                 | 16 drużyn     | zmodyfikowany system dwukrotnej przegranej z meczem o 3. miejsce |
| 20.    | 28      | 12 sierpnia 2024     | 3 marca 2025     | BBC Two  | bd.                 | 16 drużyn     | zmodyfikowany system dwukrotnej przegranej z meczem o 3. miejsce |
| 21.    | bd.     | 21 lipca 2025        | bd.              | BBC Two  | bd.                 | bd.           | bd.                                                              |

Ponadto do stycznia 2025 roku ukazało się 55 wydań specjalnych programu.

## Zwycięzcy
- Edycja 1.
  - Zwycięzcy: Crossworders (Mark Grant, David Stainer, Ian Bayley)
  - Drugie miejsce: Lapsed Psychologists (Richard McDougall, Jack Waley-Cohen, Matthew Stevens)
- Edycja 2.
  - Zwycięzcy: Rugby Boys (Richard Parnell, Gary Dermody, Mark Labbett)
  - Drugie miejsce: Cambridge Quiz Society (Paul Beecher, Simon Spiro, Joshua Karton)
  - Trzecie miejsce: Chessmen (Henry Pertinez, Stephen Pearson, Nick Mills)
- Edycja 3.
  - Zwycięzcy: Gamblers (Jenny Ryan, Dave Bill, Alan Gibbs)
  - Drugie miejsce: Strategists (Chris Cummins, Michael Dnes, Sarah Higgins)
- Edycja 4.
  - Zwycięzcy: Epicureans (David Brewis, Katie Bramall-Stainer, Aaron Bell)
  - Drugie miejsce: Radio Addicts (Dave Clark, Gary Grant, Neil Phillips)
  - Trzecie miejsce: Wrights (Pete Wright, Liz Wright, Rosa Wright)
- Edycja 5.
  - Zwycięzcy: Analysts (Paul Steeples, David Lea, William De Ath)
  - Drugie miejsce: Antiquarians (Simon Belcher, Will Howells, Debbie Challis)
  - Trzecie miejsce: Trade Unionists (Colin Whorlow, James Hastie, Nick Atty)
- Edycja 6.
  - Zwycięzcy: Scribes (Holly Pattenden, Dom Tait, Gareth Price)
  - Drugie miejsce: Draughtsmen (Andy Tucker, Iwan Thomas, Steve Dodding)
  - Trzecie miejsce: Wordsmiths (Brian Pendreigh, Dave Taylor, Chris Brewis)
- Edycja 7.
  - Zwycięzcy: Francophiles (Ian Clark, Mark Walton, Sam Goodyear)
  - Drugie miejsce: Celts (Beverley Downes, Huw Pritchard, David Pritchard)
- Edycja 8.
  - Zwycięzcy: Board Gamers (Hywel Carver, Jamie Karran, Michael Wallace)
  - Drugie miejsce: Bakers (Tim Spain, Peter Steggle, Matt Rowbotham)
- Edycja 9.
  - Zwycięzcy: Europhiles (Douglas Thomson, Mark Seager, Khuram Rashid)
  - Drugie miejsce: Relatives (Hamish Galloway, Davina Galloway, Nick Latham)
- Edycja 10.
  - Zwycięzcy: Orienteers (Paul Beecher, Sean Blanchflower, Simon Spiro)
  - Drugie miejsce: Chessmen (Henry Pertinez, Stephen Pearson, Nick Mills)
- Edycja 11.
  - Zwycięzcy: String Section (Tessa North, Richard Aubrey, Pete Sorel Cameron)
  - Drugie miejsce: Wayfarers (Barbara Thompson, Gerard Mackay, Matt Beatson)
- Edycja 12.
  - Zwycięzcy: Verbivores (Phyl Styles, Graeme Cole, Tom Cappleman)
  - Drugie miejsce: Cosmopolitans (Annette Fenner, Amy Godel, Emily Watnick)
- Edycja 13.
  - Zwycięzcy: Escapologists (Frank Paul, Lydia Mizon, Tom Rowell)
  - Drugie miejsce: Belgophiles (Helen Fasham, Ben Fasham, Phil Small)
- Edycja 14.
  - Zwycięzcy: Dicers (George Corfield, Hugh Binnie, Joey Goldman)
  - Drugie miejsce: Time Ladies (Charlotte Jackson, Rebecca Shaw, Emma Harris)
  - Trzecie miejsce: Poptimists (Oliver Levy, Matt Loxham, Bob De Caux)
- Edycja 15.
  - Zwycięzcy: 007s (Frankie Fanco, Andrew Fanco, Andrew Beasley)
  - Drugie miejsce: Suits (Kyle Lam, Toby Nonnenmacher, Isi Bogod)
  - Trzecie miejsce: Forrests (Jenny Forrest, Oliver Forrest, Belinda Weir)
- Edycja 16.
  - Zwycięzcy: Puzzle Hunters (Paul Taylor, Katie Steckles, Ali Lloyd)
  - Drugie miejsce: Dungeon Masters (Charlie Deeks, Anna Hayfield, Sam Hayfield)
  - Trzecie miejsce: Whodunnits (Alan Hay, Alan Flanagan, Lindsay Baumeister)
- Edycja 17.
  - Zwycięzcy: Data Wizards (Claire Turner, Tim Brown, Jonathan Cairns)
  - Drugie miejsce: Golfers (Evan Lynch, Frances Clark-Murray, George Charlson)
  - Trzecie miejsce: Ramblers (Niall Jones, Steve Barnes, Lorna Frankel)
- Edycja 18.
  - Zwycięzcy: Strigiformes (Jonathan Taylor, Jonathan Williams, Joshua Mutio)
  - Drugie miejsce: Crustaceans (Dennis, Alex Hardwick, Elia Cugini)
  - Trzecie miejsce: Scrummagers (Liz Kirkham, Zac Tyler, Molly Kirkham)
- Edycja 19.
  - Zwycięzcy: Thrifters (Will Chadwick, Sam Haywood, Jack Karimi)
  - Drugie miejsce: Also Rans (Harry Heath, Dan Afshar, Claire Barrow)
  - Trzecie miejsce: Mercians (Ian Fennell, Jamie McNeill, Pam Douglas)
- Edycja 20.
  - Zwycięzcy: Four Opinions (Jacob Epstein, Rafi Dover, Aron Carr)
  - Drugie miejsce: Tea Totallers (Eleanor Ayres, Matt Taylor, Rob Sassoon)
  - Trzecie miejsce: Crunchers (Ian Wang, Dennis Wang, Chris Nash)